# Kersdorf
Kersdorf ist ein Wohnplatz der Gemeinde Briesen (Mark) südöstlich von Berlin im Landkreis Oder-Spree in Brandenburg.

## Geografie
Kersdorf grenzt im Westen unmittelbar an Briesen, der Übergang zwischen den Orten ist beinahe fließend. Kersdorf liegt am Mühlengraben. Zum Ort gehört der Wohnplatz Kersdorfer Schleuse am Oder-Spree-Kanal, in dessen Nähe die Schleuse Kersdorf liegt.

## Geschichte
Um 1767/1787 wurde ein Forsthaus an der Spree errichtet, später als „Flutkrug“ und „Forsthaus an der Flut“ bekannt. Um 1791 erfolgte der Durchstich vom Flutkrug zum Kersdorfer See; mit der Erweiterung des Friedrich-Wilhelm-Kanal wurde die östliche Kanaltrasse völlig neu gebaut, der Durchstich zwischen Flutkrug und westlicher Kanaltrasse erfolgte 1891. An der Kersdorfer Mühle wurde bereits 1845 eine neue Brücke erbaut, um einen Weg vom Kersdorfer See nach Frankfurt (Oder) zu schaffen. 1891 entstand eine neue stählerne Flutbrücke bei km 88,91 als direkte Verbindung zwischen Müllrose und Fürstenwalde. Die Flutbrücke wurde bei der Kanalverbreiterung von 1907 bis 1914 abgerissen, ein Neubau ohne Mittelpfeiler war wegen des Schiffsverkehrs notwendig geworden. Ende des Zweiten Weltkrieges wurde diese Brücke durch deutsche Soldaten gesprengt, im Mai 1945 bauten sowjetische Soldaten eine provisorische Pontonbrücke. Im August 2001 erfolgte ein Neubau als hölzerne Schrägseilbrücke mit zwei Pylonen.
1862 baute Karl Gottlob am Kersdorfer See eine Dampfschneidemühle, die Kinder seiner Arbeiter wurden in der Försterei unterrichtet.

### Die Schleuse
Die Schleuse Kersdorf befindet sich an der Spree-Oder-Wasserstraße km 89,73. 1887 wurde der Schleusen- und Schleusenmeistergehöftbau errichtet Leiter der Kanalarbeiten war der Ingenieur Pränzel aus Neubrück, Ortsteil von Rietz-Neuendorf. Am 1. Mai 1891 fand die offizielle Eröffnung statt, wenngleich der Schleusenbetrieb bereits ein Jahr nach Baubetrieb begann. Im Jahre 1900 wurde die Schleuse trockengelegt und saniert, 1914 wurde die zweite Schleusenkammer, die Nordkammer eröffnet. Die Nordkammer besteht technisch aus Schwergewichtskammerwänden und einer als „umgedrehtes Gewölbe“ dazwischen eingespannten Kammersohle, jeweils aus Beton. Beide Oberhäupter sind mit Klapptoren auf einem Drempel ausgestattet, so wie einem Stemmtor im Unterhaupt. Die ältere Südkammer besteht aus Schwergewichtskammerwänden auf einer durchgehenden Sohle und besitzt ein Hubtor. Füllung und Leerung erfolgen über Heberanlagen, da die Sparwasserbecken, welche mittig angeordnet sind, sich als unökonomisch im Betrieb erwiesen.
Ab April 2010 wurde für rund 14 Mio. EUR die Schleuse grundinstandgesetzt und die Nordkammer auf 115 m verlängert. Am 5. September 2013 erfolgte die offizielle Eröffnung der neuen Nordkammer.
Auf der Schleusenbrücke von 1891 kann man direkt an der Schleuse ebenfalls den Kanal überqueren.
1893 wurde das Gasthaus „Zur Kanone“ eingeweiht, die Gebäude existieren noch ebenso wie die Backsteinschule, welche 1937 errichtet wurde, bis 2013 das „Gasthaus am Rehhagen“, heute Privathaus.
Das Gasthaus  „Forsthaus an der Spree“ diente ab 1969 als abgesperrtes Staatssicherheitsobjekt des MfS zur Umschulung ehemaliger RAF-Terroristen. Zu ihnen sollen Susanne Albrecht, Henning Beer und Inge Viett gehört haben.

## Wirtschaft und Infrastruktur

### Verkehr
Die Gemeinde liegt südlich der Bundesautobahn 12, welche von Frankfurt (Oder) nach Berlin verläuft und ist über die Abfahrt direkt zu erreichen.

### Bildung
Eine Grundschule befindet sich in Briesen (Mark), weiterführende Schulen gibt es in Frankfurt (Oder) und Fürstenwalde/Spree.